# Emília Štifterová
Emília Štifterová, též Emília Stifter (* 20. května 1927), byla slovenská a československá politička maďarské národnosti, bezpartijní poslankyně Slovenské národní rady a Sněmovny národů Federálního shromáždění za normalizace.

## Biografie
Ve volbách roku 1964 se stala poslankyní Slovenské národní rady. Patřila mezi 11 etnických Maďarů zvolených toho roku do SNR.
Po provedení federalizace Československa usedla v lednu 1969 do Sněmovny národů Federálního shromáždění. Do federálního parlamentu ji nominovala Slovenská národní rada. Ve federálním parlamentu setrvala do konce funkčního období, tedy do voleb roku 1971.